# 월내초등학교
월내초등학교는 대한민국 부산광역시 기장군에 있는 공립 초등학교이다.

## 학교 연혁
- 1936년 4월 28일: 길천 간이학교 인가
- 1944년 5월 15일: 월내국민학교 승격
- 1995년 3월 1일: 부산광역시로 편입
- 1996년 3월 1일: 국민학교를 초등학교로 개칭

## 참고 자료
- 월내초등학교 - 한국교육학술정보원 학교알리미